# Domenico Carafa della Spina di Traetto
Domenico Carafa della Spina di Traetto, italijanski rimskokatoliški duhovnik, škof in kardinal, * 12. julij 1805, Neapelj, † 17. junij 1879.

## Življenjepis
30. maj 1841 je prejel duhovniško posvečenje.
22. julija 1844 je bil povzdignjen v kardinala, imenovan za kardinal-duhovnika S. Maria degli Angeli, imenovan za nadškofa Beneventa in prejel 11. avgusta istega leta je prejel škofovsko posvečenje. Z nadškofovskega položaja je odstopil leta 1860.
12. maja 1879 je bil imenovan za kardinal-duhovnika S. Lorenzo in Lucina.